# 石川啄木
石川啄木（日语：／ Ishikawa Takuboku，1886年2月20日—1912年4月13日），日本明治时代詩人、小说家與評論家，石川啄木是他的筆名，本名為石川一，别号白萍。

## 生平
石川啄木出生於日本岩手縣南岩手郡日戶村（現盛岡市日戶），出身贫苦；曾任小学教师、新闻记者。早期诗歌带有浪漫主义色彩；后写小说，创作由浪漫主义转为自然主义；1911年因明治政府迫害进步人士，思想开始转变，逐渐倾向批判现实主义。1912年因肺結核於東京市小石川區（現文京區）病逝，得年26歲。

## 著作
他的主要作品有诗歌集《憧憬》、《叫子与口哨》、《可悲的玩具》和《一握之砂》；著有小说《病院的床》和《鸟影》等。并有评论《时代闭塞之现状》，对自然主义提出批判。他对日本的古典民族诗歌进行了革新，打破短歌一行诗的陈规，新创了一种散文式的短歌形式，为日本诗歌的发展作出了重要贡献。
1910年8月，日本與韓國合併，他寫下「地圖上，墨跡塗染朝鮮國，聽著秋風。」（地図の上朝鮮国にくろぐろと墨を塗りつつ秋風を聴く）。

## 紀念
- 位於北海道函館市大森濱有石川啄木銅像

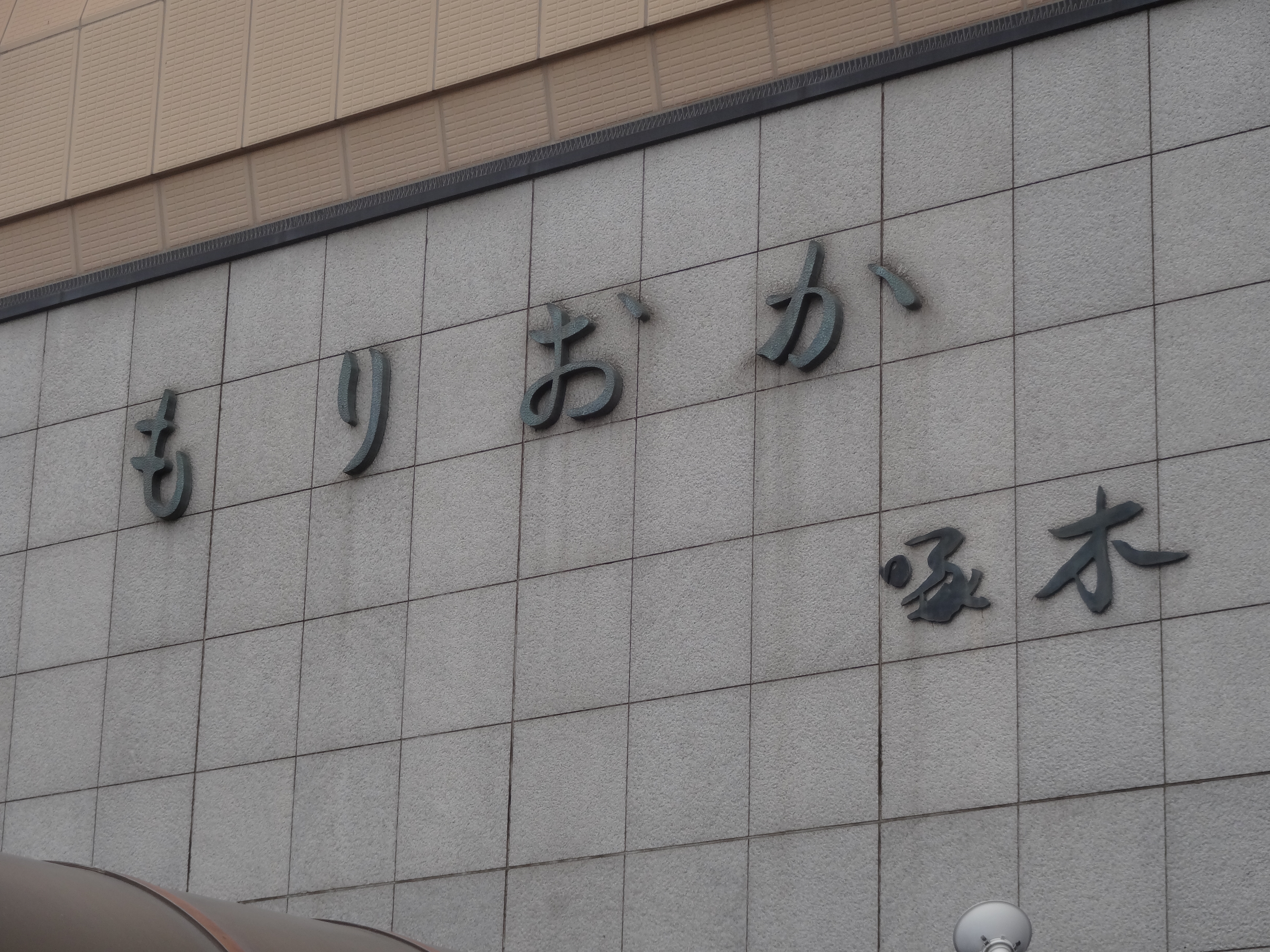
盛岡車站東側外牆

- 岩手縣盛岡市設有石川啄木紀念館，展示石川啄木相關文物與生平介紹
- 岩手縣盛岡市的盛岡車站東側外牆有石川啄木以平假名所書的（盛岡）。
- 多個地方設有石川啄木的歌謠作品紀念碑

## 作品
- 《一握之砂》

石川啄木生前公开正式出版的唯一的短歌集，共收短歌五五一首，为一九〇八年至一九一〇之间的作品，分为〈爱我之歌〉、〈烟〉、〈秋风送爽〉、〈难忘的人〉、〈脱下手套时〉五个部分。这是石川啄木的一部重要的抒情诗集。写下了自己的生活回忆、怀念自己的故乡、少年时代的往事，背井离乡、颠沛流离生活，以及生命晚期受肺病与家庭困苦的磨难。诗集中并有风格的转变，可说是石川啄木的诗歌艺术的缩影。
- 《悲伤的玩具》

共收啄木一九一〇年十一月末起，到二十六岁死前所写的一九四首短歌。于啄木死后当年六月出版。啄木曾形容，和歌已成为他「悲伤的玩具」，面临家中婆媳不和而妻子离家、幼子夭折、言论不自由、文学事业上又不得志，使他思想上产生了极大的苦闷，虽然生命极苦，也有过寻死的念头与放浪的逃避，但他始终坚信自己的理想，在他所熟悉的和歌中，寻找艺术的价值。